# Lomas del Paraíso
Lomas del Paraíso är en ort i Mexiko.   Den ligger i kommunen Loreto och delstaten Zacatecas, i den centrala delen av landet, 400 km nordväst om huvudstaden Mexico City. Lomas del Paraíso ligger 2 169 meter över havet och antalet invånare är 283.
Terrängen runt Lomas del Paraíso är platt åt nordost, men åt sydväst är den kuperad. Runt Lomas del Paraíso är det ganska tätbefolkat, med 60 invånare per kvadratkilometer. Närmaste större samhälle är Loreto, 13,7 km väster om Lomas del Paraíso. Omgivningarna runt Lomas del Paraíso är i huvudsak ett öppet busklandskap.